# August Wilson
August Wilson (Pittsburgh, Pensilvania, 27 de abril de 1945 - Seattle, Washington, 2 de octubre de 2005) fue un dramaturgo estadounidense. Su obra más célebre, una serie de diez obras de teatro titulada The Pittsburgh Cycle, le valió dos Premios Pulitzer, en 1987 y 1990. Cada obra se sitúa en una década distinta y describe los aspectos cómicos y trágicos de la comunidad afroamericana en el siglo XX. 

## Primeros años

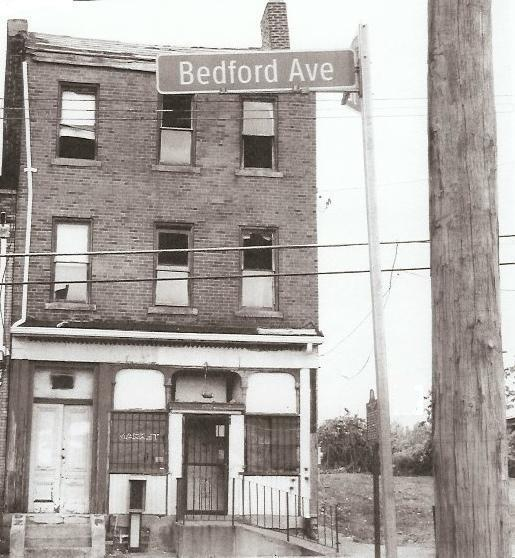
Hogar de la infancia de Wilson, en 1727 Bedford Avenue, Pittsburgh.

Wilson, cuyo verdadero nombre era Frederick August Kittel, Jr., nació en el Hill District de Pittsburgh, Pensilvania, como el cuarto de seis niños, hijo del panadero bohemio-alemán Frederick August Kittel, Sr. y de Daisy Wilson, una mucama afroamericana de Carolina del Norte. Daisy Wilson crio sola a sus hijos en un apartamento de dos habitaciones, ubicado sobre una tienda de comestibles, en 1727 Bedford Avenue; su padre estuvo ausente la mayor parte de su infancia, lo que causó que Wilson usara el apellido materno para escribir. El vecindario donde pasó su infancia, de condición humilde, estaba poblado mayormente por afroamericanos e inmigrantes judíos e italianos. En la década de 1950, Daisy Wilson se divorció y contrajo matrimonio con David Bedford, con quien se mudaría con sus hijos al vecindario de Hazelwood, poblado en su mayoría por la clase trabajadora blanca. Allí, fueron maltratados por sus vecinos, quienes, en actos racistas, lanzaban ladrillos contra las ventanas de su nueva casa. Poco tiempo después se vieron obligados a mudarse nuevamente.
Wilson era el único estudiante afroamericano en la Escuela Secundaria Central Catholic en 1959, cuando fue retirado tras sufrir amenazas y abusos. Más tarde asistió a la Escuela Secundaria Connelley Vocational, pero el plan de estudios no le pareció interesante. En 1960, abandonó su nueva escuela, Gladstone, en el décimo curso, después de que su maestra lo acusara de plagiar un trabajo de veinte páginas que había escrito sobre Napoleón Bonaparte. Le ocultó la decisión a su madre para no decepcionarla. A los dieciséis años de edad, comenzó a trabajar como sirviente, lo que le permitió conocer muchas personas, que le servirían de inspiración para algunos de sus personajes más adelante (por ejemplo, Sam en The Janitor, de 1985).  
Wilson visitaba tan frecuentemente la Biblioteca Carnegie de Pittsburgh para recibir educación por cuenta propia que terminó obteniendo un título, el único que le sería otorgado en su vida. Comenzó a leer escritores afroamericanos a los doce años de edad y pasó el resto de su adolescencia leyendo a Ralph Ellison, Richard Nathaniel Wright, Langston Hughes y Arna Bontemps, entre otros.

## Carrera
Hacia esta época, Wilson sabía que quería ser escritor, pero esta decisión atrajo conflictos con su madre, quien quería que fuese abogado. Cuando lo obligó a dejar su hogar, en 1962, Wilson se enlistó en el Ejército de los Estados Unidos por tres años, pero lo abandonó un año después y volvió a trabajar en diversos puestos, como portero, cocinero, jardinero y lavaplatos. 
Frederick August Kittel, Jr. cambió su nombre a August Wilson en honor a su madre después del fallecimiento de su padre, en 1965. Ese mismo año descubrió la música blues de Bessie Smith y compró una máquina de escribir robada por diez dólares, la cual empeñaría en varias ocasiones en que necesitaría dinero. A los veinte años de edad, decidió que sería poeta y mandó sus poesías a revistas tales como Harpers. Comenzó a escribir en bares, en la tienda local de cigarrillos y en cafeterías, sobre servilletas y anotadores, absorbiendo las voces y las personalidades de los que lo rodeaban. Le gustaba escribir sobre servilletas de papel porque, según decía, lo liberaba y le hacía perder la conciencia de que era un escritor. Solía juntar sus notas y pasarlas a máquina en su casa. Dotado de talento para identificar dialectos y acentos, Wilson tenía una "memoria asombrosa", que usó extensivamente durante su carrera. Aprendió lentamente a no censurar el lenguaje que escuchaba cuando lo incorporaba a sus obras.
La voz de Malcolm X influenciaría su vida y obra (como en The Ground on Which I Stand, 1996). Apoyaba tanto la Nación del Islam como el Poder Negro, ya que apoyaban la autosuficiencia, la autodefensa y la autodeterminación, y apreciaba los orígenes míticos que sostenía Elijah Muhammad. En 1969 contrajo matrimonio con Brenda Burton, una musulmana, y se convirtió al islam para poder llevar a cabo la boda. Tuvo una hija con Brenda, llamada Sakina Ansari-Wilson, y se divorció en 1972.
En 1968, Wilson cofundó el Teatro Black Horizon en el Hill District de Pittsburgh junto con su amigo Rob Penny. Su primera obra teatral, Recycling, fue producida en teatros pequeños, escuelas y establecimientos comunitarios públicos por un precio de cincuenta centavos la entrada. Entre sus primeras obras estuvo Jitney, la cual volvería a escribir más de veinte años más tarde para incluirla en su célebre serie de diez obras basadas en Pittsburgh en el siglo XX. No tenía experiencia como director. Dijo: "Alguien había mirado a su alrededor y preguntado '¿Quién va a ser el director?' Yo dije 'Yo lo seré'. Lo dije porque sabía que podía ir a la biblioteca. Por lo tanto, fui a buscar un libro sobre cómo dirigir una obra. Encontré uno llamado Los fundamentos de la dirección teatral y me lo llevé".
En 1976, Vernell Lillie, con quien había fundado el Teatro Kuntu Repertory en la Universidad de Pittsburgh dos años antes, dirigió la obra The Homecoming, escrita por Wilson. Ese mismo año, Wilson vio Sizwe Banzi is Dead en el Teatro Pittsburgh Public, su primera obra profesional. Wilson, Penny y la poeta Maisha Baton también crearon el taller de escritura Kuntu para unir a los escritores afroamericanos y para ayudarlos a publicar y producir sus obras. Ambas organizaciones siguen estando activas. 
En 1978, Wilson se mudó a Saint Paul, Minnesota luego de que su amigo, el director Claude Purdy, lo ayudase a conseguir un trabajo como escritor de libretos educativos para el Museo de Ciencias de Minnesota. En 1980 recibió una membresía para The Playwrights' Center en Mineápolis. Renunció a su trabajo en el museo en 1981, pero siguió escribiendo obras. Durante tres años, trabajó como cocinero de medio tiempo para Little Brothers of the Poor. Wilson fue socio durante mucho tiempo de la Compañía Teatral Penumbra de St. Paul, la cual estrenó varias de sus obras. En 1980 escribió Fullerton Street, obra que trata sobre la pelea de Joe Louis y Billy Conn en 1940 y sobre la pérdida de los valores durante la Gran Migración Negra hacia el norte urbanizado.
En 1987, el alcalde de Saint Paul, George Latimer, nombró el 27 de mayo como el "día de August Wilson". Recibió tal honor por ser la única persona de Minnesota que hubiese ganado un premio Pulitzer.
En 1990 Wilson abandonó St. Paul después de divorciarse y se mudó a Seattle. Allí se asoció con el Teatro Seattle Repertory, el cual fue el único teatro del país que produjo todas las obras de su serie de diez y su monólogo How I Learned What I Learned.
Aunque era un escritor dedicado al teatro, un estudio de Hollywood propuso filmar su obra Fences. Wilson insistió con que contrataran a un director afroamericano para la película, diciendo: "Me niego a que la dirija un director blanco no por asuntos de raza, sino por asuntos de cultura. Los directores blancos no están cualificados para este trabajo. El puesto requiere alguien que comparta la cultura de los afroamericanos". La película se realizaría varios años después de la muerte de Wilson. 
Wilson recibió varios títulos honoríficos, incluyendo uno de Doctor en Humanidades otorgado por la Universidad de Pittsburgh, donde trabajó como miembro de la junta directiva desde 1992 hasta 1995.

## Obras
Las obras más reconocidas de Wilson son Fences, de 1985 (la cual le valió un premio Pulitzer y un premio Tony), The Piano Lesson, de 1990 (premio Pulitzer y el premio otorgado por el New York Drama Critics' Circle), Ma Rainey's Black Bottom y Joe Turner's Come and Gone.
Wilson declaró que sus mayores influencias fueron "las cuatro B": la música blues, el escritor y poeta argentino Jorge Luis Borges, el dramaturgo Amiri Baraka y el pintor Romare Bearden. Más tarde añadió a los escritores Ed Bullins y James Baldwin a su lista. Dijo "De Borges, esas maravillosas historias de gauchos de las que aprendí que se puede ser específico con respecto a un tiempo, espacio y cultura y aun así lograr que la obra trate sobre los temas universales del amor, el honor, el deber, la traición, etcétera. De Amiri Baraka, aprendí que todo el arte es política, aunque no escribo obras políticas. De Romare Bearden aprendí que la plenitud y la riqueza de la vida cotidiana puede lograrse sin compromiso o sentimentalismos". Valoraba a Bullins y a Baldwin por sus representaciones honestas de la vida cotidiana.
Al igual que Bearden, Wilson trabajaba con técnicas de collage en sus obras: "Trato de hacer que mis obras sean iguales que sus lienzos. Al crear las obras, suelo usar la imagen de un recipiente en el que arrojo varias cosas que voy a utilizar: un gato negro, un jardín, una bicicleta, un hombre con una cicatriz en la cara, una mujer embarazada, un hombre armado". Sobre el significado de su obra, Wilson dijo "En una ocasión escribí esta historia corta llamada 'El mejor cantante de blues del mundo', que era así: 'Las calles que caminó Balboa eran su propio océano privado, y Balboa se estaba ahogando'. Fin de la historia. Eso lo dice todo. Nada más que agregar. He escrito esa misma historia una y otra vez. Todas mis obras reescriben esa misma historia".

### The Pittsburgh Cycle
The Pittsburgh Cycle, a veces denominada Century Cycle, consiste en una serie de diez obras, nueve de las cuales están ambientadas en el Hill District de Pittsburgh, un barrio afroamericano que adquiere un significado mítico literario como el Wessex de Thomas Hardy,  el Yoknapatawpha County de William Faulkner o el Ballybeg del dramaturgo irlandés Brian Friel. Cada una de las obras transcurre en una década diferente e intenta mostrar la vida cotidiana de los afroamericanos en el siglo XX, además de "aumentar la conciencia hacia el teatro" y evocar "la poesía en el lenguaje cotidiano de la población negra en los Estados Unidos". Wilson estaba fascinado por el poder del teatro como un medio donde una comunidad entera podía reunirse para presenciar eventos ficticios.
Aunque las obras del Cycle no están estrictamente conectadas al grado de una historia en serie, algunos personajes aparecen en más de una de las obras, con diferentes edades. Los hijos de los personajes de las primeras obras aparecen en las últimas. El personaje más mencionado es la tía Ester, una "lavadora de almas", de quien se dice que tiene 285 años en Gem of the Ocean. Gran parte de la acción de Radio Golf se basa en el plan para demoler y restaurar su antigua casa, varios años después de su muerte. Las obras, además, incluyen un personaje profético "aparentemente" afectado mentalmente, diferente en cada obra; por ejemplo, Hedley Sr. en Seven Guitars, Gabriel en Fences o Hambone en Two Trains Running.
Las obras correspondientes a cada década son:
- Década de 1900 - Gem of the Ocean (2003)
- Década de 1910 - Joe Turner's Come and Gone (1988)
- Década de 1920 - Ma Rainey's Black Bottom (1984) - ambientada en Chicago
- Década de 1930 - The Piano Lesson (1990) - Premio Pulitzer[6]
- Década de 1940 - Seven Guitars (1995)
- Década de 1950 - Fences (1987) - Premio Pulitzer[6]
- Década de 1960 - Two Trains Running (1991)
- Década de 1970 - Jitney (1982)
- Década de 1980 - King Hedley II (1999)
- Década de 1990 - Radio Golf (2005)

Israel Hicks produjo el ciclo completo de diez obras, desde 1990 hasta 2009, en el Denver Center for the Performing Arts.
Geva Theatre Center produjo las diez obras en orden desde 2007 hasta 2011, con el título "August Wilson's American Century".

## Vida personal
Wilson se casó en tres ocasiones. Su primer matrimonio fue con Brenda Burton, desde 1969 hasta 1972. Tuvieron una hija, Sakina Ansari, nacida en 1970. En 1981 contrajo matrimonio con Judy Oliver, una trabajadora social, de quien se divorció en 1990. Se casó nuevamente en 1994 con la diseñadora de vestuario Constanza Romero, a quien conoció en el set de The Piano Lesson. La pareja tuvo una hija, Azula Carmen Wilson, y permaneció casada hasta la muerte de Wilson. También le sobrevivieron sus hermanos Freda Ellis, Linda Jean Kittel, Richard Kittel, Donna Conley y Edwin Kittel.
Wilson informó que se le había diagnosticado cáncer de hígado en junio de 2005 y que los médicos le habían pronosticado entre tres y cinco meses de vida. Falleció el 2 de octubre de 2005 en el Swedish Medical Center de Seattle, y fue sepultado en el Cementerio Greenwood, de Pittsburgh, el 8 de octubre de 2005.

## Legado

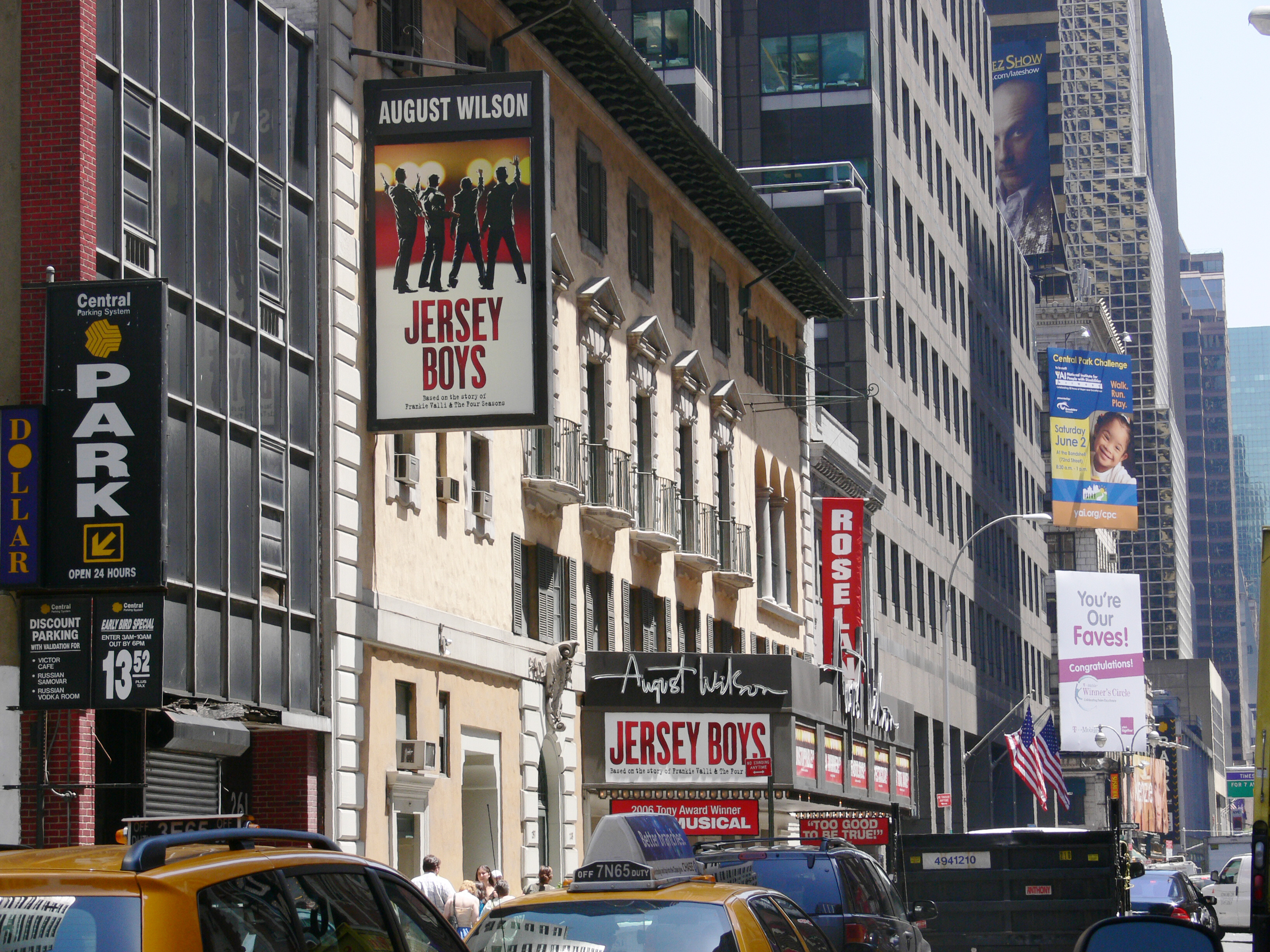
El Teatro August Wilson, en la ciudad de Nueva York.

El hogar de la infancia de Wilson y sus cinco hermanos, en el número 1727 de Bedford Avenue, Pittsburgh, fue declarado sitio histórico por el Estado de Pensilvania el 30 de mayo de 2007.
En Pittsburgh, hay un Centro de la Cultura Afroamericana llamado August Wilson.
El 16 de octubre de 2005, catorce días después del fallecimiento de Wilson, el Teatro Virginia de Broadway, en la ciudad de Nueva York, fue renombrado como Teatro August Wilson. Es el primer teatro de Broadway que lleva el nombre de un afroamericano.
La antigua calle Republican, entre Warren Avenue N. y 2nd Avenue N. en el centro de Seattle fue renombrada como August Wilson Way.

## Premios y distinciones
- 1985: Premio a la mejor obra teatral, New York Drama Critics Circle – Ma Rainey's Black Bottom
- 1986: Premio Whiting Writers - Ma Rainey's Black Bottom
- 1986: American Theatre Critics' Association - Fences
- 1987: Premio Drama Desk por Mejor Obra Nueva  – Fences
- 1987: Premio a la mejor obra teatral, New York Drama Critics Circle  – Fences
- 1987: Premio Pulitzer a la Mejor Obra de Teatro Dramática – Fences
- 1987: Premio Tony a la Mejor Obra Teatral – Fences
- 1987: Premio del Outer Critics Circle - Fences
- 1987: Artista del año, por Chicago Tribune
- 1988: Premio Literary Lion Award, otorgado por la New York Public Library
- 1988: Premio a la mejor obra teatral, New York Drama Critics Circle – Joe Turner's Come and Gone
- 1990: Governor's Awards for Excellence in the Arts and Distinguished Pennsylvania Artists
- 1990: Premio Drama Desk a la Mejor Obra Teatral Nueva – The Piano Lesson
- 1990: Premio a la mejor obra teatral, New York Drama Critics Circle  – The Piano Lesson
- 1990: Premio Pulitzer a la Mejor Obra Dramática – The Piano Lesson
- 1991: Premio otorgado por Black Filmmakers Hall of Fame
- 1992: Premio otorgado por la Asociación Americana de Críticos Teatrales – Two Trains Running
- 1992: Mejor obra de teatro estadounidense, New York Drama Critics Circle – Two Trains Running
- 1992: Premio Clarence Muse
- 1996: Premio a la mejor obra teatral, New York Drama Critics Circle – Seven Guitars
- 1999: National Humanities Medal
- 2000: Premio a la mejor obra teatral, New York Drama Critics Circle – Jitney
- 2000: Premio Outer Critics Circle por Mejor Obra Teatral Off-Broadway – Jitney
- 2002: Premio Olivier a la Mejor Obra Teatral Nueva – Jitney
- 2004: Premio Anual Heinz en Artes y Humanidades[11]
- 2004: Premio U.S. Comedy Arts Festival Freedom of Speech
- 2005: Premio Make Shift en la U.S. Confederation of Play Writers

## Obras de teatro
- Recycle, 1973 (producida en Pittsburgh, PA)
- Fullerton Street, 1980
- Black Bart and the Sacred Hills, 1977 (producida en St. Paul, 1981)
- Jitney (1982)
- Ma Rainey's Black Bottom (1984)
- The Homecoming, 1989
- Fences (1987) - Premio Pulitzer[6]
- Joe Turner's Come and Gone (1988)
- The Coldest Day of the Year, 1989
- The Piano Lesson (1990) - Premio Pulitzer[6]
- Two Trains Running (1991)
- Seven Guitars (1995)
- King Hedley II (1999)
- How I Learned What I Learned (2002–03, Seattle)
- Gem of the Ocean (2003)
- Radio Golf (2005)